# Construção e gerenciamento

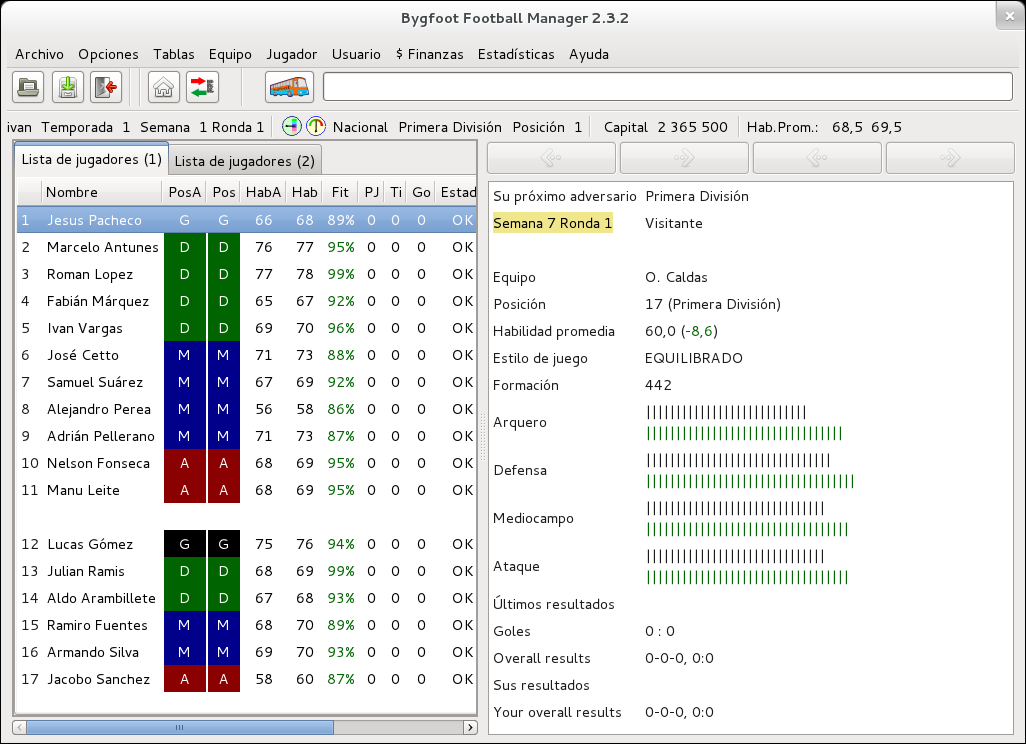
Imagem de Bygfoot Football Manager, jogo de gerenciamento esportivo.

Jogos de construção e gerenciamento (português brasileiro) ou construção e gestão (português europeu) são um subgênero de jogos eletrônicos de simulação onde os jogadores constroem, expandem e gerenciam comunidades fictícias e projetos com recursos limitados. Os jogos de estratégia as vezes contém aspectos desde tipo de jogo em sua economia, já que os jogadores devem administrar os os recursos a medida que expandem o projeto. Mas os jogos de construção e gerenciamento diferenciam-se  dos jogos de estratégia pelo fato que o objetivo do jogador não envolve derrotar um inimigo, mas sim construir ou executar algo.
Um exemplo de destaque do gênero é SimCity. Outros títulos do gênero vão desde jogos eletrônicos de construção de cidades como Caesar, jogos de simulação econômica como Hollywood Mogul, até verdadeiros jogos de construção e gerenciamento como Theme Park. Variavelmente, os jogos de estratégia como Civilization e The Settlers incluem aspectos de construção e gestão em sua jogabilidade.

## Subgêneros
- Construção de cidade
- Jogo de negócios
- Simulador de governo
- Simulador esportivo